# КК Партизан сезона 2021/22.
КК Партизан сезона 2021/22. обухвата све резултате и остале информације везане за наступ Партизана у сезони 2021/22. и то у следећим такмичењима: Еврокуп, Јадранска лига, Суперлига Србије и Куп Радивоја Кораћа.
у Купу Радивоја Кораћа, Партизан је у финалној утакмици изгубио од Црвене звезде, резултатом 68:85 и тако доживео други пораз у вечитом дербију ове сезоне.

## Промене у саставу

### Дошли
| Датум               | Играч            | Претходни клуб                  | Напомене       | Реф.   |
| ------------------- | ---------------- | ------------------------------- | -------------- | ------ |
| 2. јул 2021.        | Кевин Пантер     | Армани Ексџејнџ Олимпија Милано | истекао уговор | [ 1 ]  |
| 6. јул 2021.        | Алекса Аврамовић | Естудијантес                    | истекао уговор | [ 2 ]  |
| 6. јул 2021.        | Зак Ледеј        | Армани Ексџејнџ Олимпија Милано | истекао уговор | [ 3 ]  |
| 7. јул 2021.        | Родионс Куруцс   | Милвоки бакси                   | истекао уговор | [ 4 ]  |
| 24. јул 2021.       | Далас Мур        | Гванжу лонг лајонси             | истекао уговор | [ 5 ]  |
| 6. август 2021.     | Ален Смаилагић   | Голден Стејт вориорси           | слободан играч | [ 6 ]  |
| 18. август 2021.    | Јам Мадар        | Хапоел Тел Авив                 | трансфер       | [ 7 ]  |
| 23. август 2021.    | Балша Копривица  | Флорида Стејт                   | слободан играч | [ 8 ]  |
| 26. септембар 2021. | Грегор Глас      | Динамик                         | истекао уговор | [ 9 ]  |
| 20. децембар 2021.  | Матијас Лесор    | Макаби Тел Авив                 | истекао уговор | [ 10 ] |
| 27. јануар 2022.    | Тристан Вукчевић | Реал Мадрид                     | трансфер       | [ 11 ] |

### Отишли
| Датум               | Играч             | Будући клуб      | Напомене                  | Реф.          |
| ------------------- | ----------------- | ---------------- | ------------------------- | ------------- |
| 1. јул 2021.        | Ерик Мика         | Бург             | истекао уговор            | [ 12 ] [ 13 ] |
| 1. јул 2021.        | Огњен Јарамаз     | Бајерн Минхен    | истекао уговор            | [ 12 ] [ 14 ] |
| 17. јул 2021.       | Џош Перкинс       | Бриндизи         | истекао уговор            | [ 12 ] [ 15 ] |
| 1. јул 2021.        | Никола Јанковић   | —                | истекао уговор            | [ 12 ]        |
| 1. јул 2021.        | Рашон Томас       | —                | споразумни раскид уговора | [ 12 ]        |
| 8. јул 2021.        | Новица Величковић | —                | кошаркашка пензија        | [ 16 ]        |
| 29. јул 2021.       | Стефан Јанковић   | Цмоки-Минск      | споразумни раскид уговора | [ 17 ] [ 18 ] |
| јул 2021.           | Лазар Стефановић  | Универзитет Јута | без уговора               | [ 19 ]        |
| 5. август 2021.     | Видан Дроњак      | Динамик          | без уговора               | [ 20 ]        |
| 22. септембар 2021. | Маркус Пејџ       | Орлеан           | споразумни раскид уговора | [ 21 ]        |
| 12. октобар 2021.   | Вилијам Мозли     | Морнар Бар       | споразумни раскид уговора | [ 22 ] [ 23 ] |
| 16. новембар 2021.  | Алекса Степановић | ФМП Меридијан    | споразумни раскид уговора | [ 24 ]        |

### Позајмљени
| Датум           | Играч              | Будући клуб              | Напомене  | Реф.   |
| --------------- | ------------------ | ------------------------ | --------- | ------ |
| септембар 2021. | Никола Радовановић | Дунав                    | позајмица | [ 25 ] |
| септембар 2021. | Михаило Петровић   | Дунав                    | позајмица | [ 25 ] |
| септембар 2021. | Треј Дрексел       | Стал Остров Вјелкополски | позајмица | [ 26 ] |
| септембар 2021. | Лука Тарлаћ        | Дунав                    | позајмица | [ 27 ] |
| септембар 2021. | Ђорђије Јовановић  | Дунав                    | позајмица |        |

### Графикон позиција
| Поз. | Стартер          | Клупа 1         | Клупа 2          | Резерве/повређени |
| ---- | ---------------- | --------------- | ---------------- | ----------------- |
| Ц    | Матијас Лесор    | Балша Копривица |                  | Душан Милетић     |
| КЦ   | Зак Ледеј        | Ален Смаилагић  | Тристан Вукчевић |                   |
| К    | Раде Загорац     | Немања Дангубић | Родионс Куруцс   |                   |
| Б    | Кевин Пантер     | Грегор Глас     |                  | Урош Трифуновић   |
| П    | Алекса Аврамовић | Јам Мадар       | Далас Мур        |                   |

Играчи са двојним/тројним држављанством
- Далас Мур
- // Тристан Вукчевић
- Кевин Пантер

## Пријатељски мечеви
Победа
      Пораз
| 27. 8. 2021. | Златибор                                                      | 67–88                                 | Партизан                                                      | Чајетина                      |  |
| 19:00        | Четвртине: 13:29, 23:14, 15:23, 16:22                         | Четвртине: 13:29, 23:14, 15:23, 16:22 | Четвртине: 13:29, 23:14, 15:23, 16:22                         |                               |  |
|              | Поени: Рос 15 Скокови: нема податка Асистенције: нема податка | Извештај                              | Поени: Аврамовић 19 Скокови: Ледеј 7 Асистенције: Аврамовић 5 | Арена: Спортска хала Чајетина |  |

| 1. 9. 2021. Полуфинале | Партизан                                                  | 64–71                                | Цибона                                                                 | Опатија, Хрватска                                    |  |
| 20:00                  | Четвртине: 11:22, 22:14, 11:9, 20:26                      | Четвртине: 11:22, 22:14, 11:9, 20:26 | Четвртине: 11:22, 22:14, 11:9, 20:26                                   |                                                      |  |
| Спорт клуб             | Поени: Мадар 12 Скокови: Ледеј 9 Асистенције: Аврамовић 4 | извештај                             | Поени: Бранковић, Реуверс 13 Скокови: Реуверс 7 Асистенције: Вилдоза 4 | Арена: Спортска хала Марино Цветковић Гледалаца: 200 |  |

| 3. 9. 2021. 3. место | Партизан                                                      | 100–83                                | Цедевита Олимпија                                      | Опатија, Хрватска                                    |  |
| 17:00                | Четвртине: 22:16, 25:17, 26:24, 27:26                         | Четвртине: 22:16, 25:17, 26:24, 27:26 | Четвртине: 22:16, 25:17, 26:24, 27:26                  |                                                      |  |
| Спорт клуб           | Поени: Смаилагић 22 Скокови: Ледеј 9 Асистенције: Аврамовић 7 | Извештај                              | Поени: Кене 18 Скокови: Блажич 9 Асистенције: Рупник 5 | Арена: Спортска хала Марино Цветковић Гледалаца: 220 |  |

| 7. 9. 2021. | Раднички                                              | 65–79                                | Партизан                                                   | Крагујевац                          |  |
| 19:00       | Четвртине: 10:9, 23:11, 15:34, 17:25                  | Четвртине: 10:9, 23:11, 15:34, 17:25 | Четвртине: 10:9, 23:11, 15:34, 17:25                       |                                     |  |
|             | Поени: Думић 16 Скокови: Катић 7 Асистенције: Катић 4 | Извештај                             | Поени: Аврамовић 16 Скокови: Мадар 11 Асистенције: Мадар 7 | Арена: Хала Језеро Гледалаца: 1.500 |  |

| 11. 9. 2021. Полуфинале | Партизан                                                      | 120–1140(OT)                                            | Монако                                                  | Истанбул                                                                                            |  |
| 17:00                   | Четвртине: 24:22, 27:14, 18:28, 15:20, Продужеци: 36:30       | Четвртине: 24:22, 27:14, 18:28, 15:20, Продужеци: 36:30 | Четвртине: 24:22, 27:14, 18:28, 15:20, Продужеци: 36:30 | |  |
|                         | Поени: Смаилагић 32 Скокови: Смаилагић 8 Асистенције: Мадар 7 | Извештај                                                | Поени: Греј 19 Скокови: Хал 12 Асистенције: Ли 5        | Арена: Спортска хала Улкер Гледалаца: 2.000 Судије: Дамир Јавор, Роберт Виклицки, Себастијан Битнер |  |

| 12. 9. 2021. Финале | Партизан                                                         | 62–89                                 | Фенербахче Беко                                                            | Истанбул                                                                                         |  |
| 19:00               | Четвртине: 10:22, 23:25, 15:29, 14:13                            | Четвртине: 10:22, 23:25, 15:29, 14:13 | Четвртине: 10:22, 23:25, 15:29, 14:13                                      |                                                                                                  |  |
|                     | Поени: Ледеј 15 Скокови: Милетић 6 Асистенције: Мадар, Загорац 4 | Извештај                              | Поени: Акпинар 16 Скокови: Дувериоглу 10 Асистенције: Де Коло, Биберовић 4 | Арена: Спортска хала Улкер Гледалаца: 4.000 Судије: Дамир Јавор, Ђентиан Цици, Себастијан Битнер |  |

| 16. 9. 2021. | Партизан                                                            | 92–85                                 | Анадолу Ефес                                                             | Београд                              |  |
| 19:00        | Четвртине: 23:23, 23:22, 20:19, 26:21                               | Четвртине: 23:23, 23:22, 20:19, 26:21 | Четвртине: 23:23, 23:22, 20:19, 26:21                                    |                                      |  |
| РТС          | Поени: Загорац 15 Скокови: нема података Асистенције: нема података | Извештај                              | Поени: Мицић 16 Скокови: Моерман, Андерсон 6 Асистенције: Бобуа, Мицић 5 | Арена: Штарк арена Гледалаца: 15.000 |  |

| 18. 9. 2021. Полуфинале | Панатинаикос                                                          | 89–850(OT)                                            | Партизан                                                          | Атина                                 |  |
| 19:00                   | Четвртине: 14:20, 17:28, 28:20, 21:12, Продужеци: 9:5                 | Четвртине: 14:20, 17:28, 28:20, 21:12, Продужеци: 9:5 | Четвртине: 14:20, 17:28, 28:20, 21:12, Продужеци: 9:5             |                                       |  |
| Спорт клуб              | Поени: Папапетру 20 Скокови: нема података Асистенције: нема података | Извештај                                              | Поени: Ледеј 17 Скокови: нема података Асистенције: нема података | Арена: Олимпијска дворана Никос Галис |  |

| 19. 9. 2021. Меч за 3. место | Партизан                                                              | 84–94                                 | Ратиофарм Улм                                                          | Атина                                 |  |
| 16:00                        | Четвртине: 21:26, 21:24, 13:22, 29:22                                 | Четвртине: 21:26, 21:24, 13:22, 29:22 | Четвртине: 21:26, 21:24, 13:22, 29:22                                  |                                       |  |
|                              | Поени: Аврамовић 21 Скокови: нема података Асистенције: нема података | Извештај                              | Поени: Блусумгејм 20 Скокови: нема података Асистенције: нема података | Арена: Олимпијска дворана Никос Галис |  |

## АБА лига

### Табела
|     | Тим                 | Игр. | Поб. | Изг. | П+   | П-   | П+/- | Бод |
| --- | ------------------- | ---- | ---- | ---- | ---- | ---- | ---- | --- |
| 1.  | Партизан НИС        | 26   | 22   | 4    | 2178 | 1840 | +338 | 48  |
| 2.  | Црвена звезда МТС   | 23   | 21   | 2    | 1909 | 1623 | +286 | 44  |
| 3.  | Будућност ВОЛИ      | 24   | 18   | 6    | 1954 | 1761 | +193 | 42  |
| 4.  | Цедевита Олимпија   | 24   | 16   | 8    | 2045 | 1901 | +144 | 40  |
| 5.  | Игокеа м:тел        | 25   | 15   | 10   | 1987 | 1874 | +113 | 40  |
| 6.  | ФМП Меридијан       | 25   | 14   | 11   | 2046 | 2020 | +26  | 39  |
| 7.  | СЦ Дерби            | 25   | 11   | 14   | 2031 | 2141 | -110 | 36  |
| 8.  | Цибона              | 25   | 10   | 15   | 1934 | 1932 | +2   | 35  |
| 9.  | Мега Моцарт         | 25   | 9    | 16   | 1964 | 2036 | -72  | 34  |
| 10. | Морнар Барско злато | 24   | 9    | 15   | 1834 | 1900 | -66  | 33  |
| 11. | Задар               | 24   | 8    | 16   | 1755 | 1890 | -135 | 32  |
| 12. | Борац Чачак         | 23   | 8    | 15   | 1737 | 1871 | -134 | 31  |
| 13. | Сплит               | 25   | 6    | 19   | 1787 | 2030 | -243 | 31  |
| 14. | Крка                | 24   | 4    | 20   | 1686 | 2025 | -339 | 28  |

Легенда:

### Резултати
Победа
      Пораз
| 27. 9. 2021. 18:00 Извештај |                                                                              | Задар | 73 : 78                                   | Партизан НИС | Дворана Крешимир Ћосић, Задар Гледаоци: 1 Судије: Матеј Болтаузер, Дамир Јавор, Едо Јавор |  |
| 27. 9. 2021. 18:00 Извештај | Четвртине: 21:21, 13:21, 20:18, 19:18                                        |       |                                           |              | Дворана Крешимир Ћосић, Задар Гледаоци: 1 Судије: Матеј Болтаузер, Дамир Јавор, Едо Јавор |  |
| 27. 9. 2021. 18:00 Извештај | Поени: Вуковић 16 Скокови: Вуковић 7 Асистенције: Мавра 5 Индекс: Вуковић 16 |       | Пантер, Мур 14 Ледеј 10 Пантер 4 Ледеј 19 |              | Дворана Крешимир Ћосић, Задар Гледаоци: 1 Судије: Матеј Болтаузер, Дамир Јавор, Едо Јавор |  |

| 30. 9. 2021. 16:30 Извештај |                                                                               | Сплит | 59 : 69                                        | Партизан НИС | Спортски центар Грипе, Сплит Гледаоци: 1.000 Судије: Игор Драгојевић, Милош Кољеншић, Ернад Каровић |  |
| 30. 9. 2021. 16:30 Извештај | Четвртине: 15:17, 9:21, 19:15, 16:16                                          |       |                                                |              | Спортски центар Грипе, Сплит Гледаоци: 1.000 Судије: Игор Драгојевић, Милош Кољеншић, Ернад Каровић |  |
| 30. 9. 2021. 16:30 Извештај | Поени: Прековић 17 Скокови: Жганец 11 Асистенције: Маклин 4 Индекс: Жганец 20 |       | Ледеј 15 Смаилагић 13 Смаилагић 5 Смаилагић 29 |              | Спортски центар Грипе, Сплит Гледаоци: 1.000 Судије: Игор Драгојевић, Милош Кољеншић, Ернад Каровић |  |

| 9. 10. 2021. 19:00 Изевштај |                                                                                      | Партизан НИС | 79 : 57                                                      | СЦ Дерби | Штарк арена, Београд Гледаоци: 5.283 Судије: Саша Пукл, Матеј Шпендл, Марко Мустапић |  |
| 9. 10. 2021. 19:00 Изевштај | Четвртине: 20:9, 17:14, 24:21, 18:13                                                 |              |                                                              |          | Штарк арена, Београд Гледаоци: 5.283 Судије: Саша Пукл, Матеј Шпендл, Марко Мустапић |  |
| 9. 10. 2021. 19:00 Изевштај | Поени: Смаилагић 13 Скокови: Загорац 6 Асистенције: Аврамовић 5 Индекс: Смаилагић 19 |              | Вињалес, Баћовић, Камењаш 10 Камењаш 10 Вињалес 5 Камењаш 15 |          | Штарк арена, Београд Гледаоци: 5.283 Судије: Саша Пукл, Матеј Шпендл, Марко Мустапић |  |

| 15. 10. 2021. 19:00 Извештај |                                                                                  | Цибона | 61 : 79                           | Партизан НИС | Кошаркашки центар Дражен Петровић, Загреб Гледаоци: 2.000 Судије: Милан Недовић, Матеј Шпендл, Драган Поробић |  |
| 15. 10. 2021. 19:00 Извештај | Четвртине: 11:22, 26:19, 13:16, 11:22                                            |        |                                   |              | Кошаркашки центар Дражен Петровић, Загреб Гледаоци: 2.000 Судије: Милан Недовић, Матеј Шпендл, Драган Поробић |  |
| 15. 10. 2021. 19:00 Извештај | Поени: Пркачин 14 Скокови: Пркачин 10 Асистенције: Радовчић 4 Индекс: Пркачин 16 |        | Ледеј 24 Ледеј 5 Ледеј 6 Ледеј 36 |              | Кошаркашки центар Дражен Петровић, Загреб Гледаоци: 2.000 Судије: Милан Недовић, Матеј Шпендл, Драган Поробић |  |

| 23. 10. 2021. 19:00 Извештај |                                                                                    | Партизан НИС | 92 : 45                                       | Крка | Хала Александар Николић, Београд Гледаоци: 3.321 Судије: Сашо Петек, Иван Стефановић, Едо Јавор |  |
| 23. 10. 2021. 19:00 Извештај | Четвртине: 18:11, 25:17, 21:6, 28:11                                               |              |                                               |      | Хала Александар Николић, Београд Гледаоци: 3.321 Судије: Сашо Петек, Иван Стефановић, Едо Јавор |  |
| 23. 10. 2021. 19:00 Извештај | Поени: Мадар 23 Скокови: Копривица 6 Асистенције: Куруцс, Мадар 4 Индекс: Мадар 32 |              | Мацура 9 Мацура 7 Ставров, Стипчевић 3 Коси 7 |      | Хала Александар Николић, Београд Гледаоци: 3.321 Судије: Сашо Петек, Иван Стефановић, Едо Јавор |  |

| 30. 10. 2021. 19:00 Извештај |                                                                                  | Борац | 68 : 86                                               | Партизан НИС | Хала Борца крај Мораве, Чачак Гледаоци: 1.000 Судије: Илија Белошевић, Миливоје Јовчић, Владимир Весковић |  |
| 30. 10. 2021. 19:00 Извештај | Четвртине: 10:19, 21:25, 20:30, 17:12                                            |       |                                                       |              | Хала Борца крај Мораве, Чачак Гледаоци: 1.000 Судије: Илија Белошевић, Миливоје Јовчић, Владимир Весковић |  |
| 30. 10. 2021. 19:00 Извештај | Поени: Лешић 14 Скокови: Пецарски 9 Асистенције: Новаковић 4 Индекс: Пецарски 17 |       | Ледеј 14 Копривица 7 Пантер 7 Аврамовић, Смаилагић 19 |              | Хала Борца крај Мораве, Чачак Гледаоци: 1.000 Судије: Илија Белошевић, Миливоје Јовчић, Владимир Весковић |  |

| 6. 11. 2021. 21:00 Извештај |                                                                                | Партизан НИС | 74 : 69                              | ФМП Меридијан | Хала Александар Николић, Београд Гледаоци: 4.877 Судије: Милош Кољеншић, Крунослав Пеић, Радош Савовић |  |
| 6. 11. 2021. 21:00 Извештај | Четвртине: 20:13, 19:17, 23:18, 12:21                                          |              |                                      |               | Хала Александар Николић, Београд Гледаоци: 4.877 Судије: Милош Кољеншић, Крунослав Пеић, Радош Савовић |  |
| 6. 11. 2021. 21:00 Извештај | Поени: Ледеј 18 Скокови: Копривица 9 Асистенције: Аврамовић 4 Индекс: Ледеј 20 |              | Изунду 20 Изунду 9 Џоунс 7 Изунду 23 |               | Хала Александар Николић, Београд Гледаоци: 4.877 Судије: Милош Кољеншић, Крунослав Пеић, Радош Савовић |  |

| 14. 11. 2021. 19:00 Извештај |                                                                                            | Црвена звезда мтс | 71 : 56                                                                 | Партизан НИС | Хала Александар Николић, Београд Гледаоци: 7.187 Судије: Илија Белошевић, Миливоје Јовчић, Јосип Радојковић |  |
| 14. 11. 2021. 19:00 Извештај | Четвртине: 15:8, 17:13, 15:19, 24:16                                                       |                   |                                                                         |              | Хала Александар Николић, Београд Гледаоци: 7.187 Судије: Илија Белошевић, Миливоје Јовчић, Јосип Радојковић |  |
| 14. 11. 2021. 19:00 Извештај | Поени: Митровић 16 Скокови: Митровић 7 Асистенције: Волтерс, Калинић 5 Индекс: Митровић 22 |                   | Смаилагић 15 Смаилагић 9 Пантер, Загорац, Аврамовић, Мур 2 Смаилагић 20 |              | Хала Александар Николић, Београд Гледаоци: 7.187 Судије: Илија Белошевић, Миливоје Јовчић, Јосип Радојковић |  |

| 20. 11. 2021. 20:00 Извештај |                                                                                        | Партизан НИС | 77 : 65                       | Будућност ВОЛИ | Штарк арена, Београд Гледаоци: 8.944 Судије: Матеј Болтаузер, Дамир Јавор, Сашо Петек |  |
| 20. 11. 2021. 20:00 Извештај | Четвртине: 20:13, 21:17, 12:18, 22:18                                                  |              |                               |                | Штарк арена, Београд Гледаоци: 8.944 Судије: Матеј Болтаузер, Дамир Јавор, Сашо Петек |  |
| 20. 11. 2021. 20:00 Извештај | Поени: Смаилагић 20 Скокови: Смаилагић 7 Асистенције: Аврамовић 5 Индекс: Смаилагић 24 |              | Сили 21 Вили 6 Кобс 5 Сили 21 |                | Штарк арена, Београд Гледаоци: 8.944 Судије: Матеј Болтаузер, Дамир Јавор, Сашо Петек |  |

| 4. 12. 2021. 19:00 Извештај |                                                                                      | Игокеа м:тел | 68 : 70                                                          | Партизан НИС | Спортска дворана Лакташи, Лакташи Гледаоци: 2.500 Судије: Томислав Хордов, Лука Кардум, Бојан Круљац |  |
| 4. 12. 2021. 19:00 Извештај | Четвртине: 15–16, 20–12, 19–19, 14–23                                                |              |                                                                  |              | Спортска дворана Лакташи, Лакташи Гледаоци: 2.500 Судије: Томислав Хордов, Лука Кардум, Бојан Круљац |  |
| 4. 12. 2021. 19:00 Извештај | Поени: Стивенс, Волер 18 Скокови: Стивенс 7 Асистенције: Старкс 8 Индекс: Стивенс 20 |              | Смаилагић 15 Загорац, Мадар 5 Мадар 4 Ледеј, Смаилагић, Мадар 14 |              | Спортска дворана Лакташи, Лакташи Гледаоци: 2.500 Судије: Томислав Хордов, Лука Кардум, Бојан Круљац |  |

| 11. 12. 2021. 20:00 Извештај |                                                                                               | Партизан НИС | 89 : 96                                    | Цедевита Олимпија | Штарк арена, Београд Гледаоци: 7.476 Судије: Илија Белошевић, Милош Кољеншић, Милан Недовић |  |
| 11. 12. 2021. 20:00 Извештај | Четвртине: 27:26, 22:23, 19:22, 21:25                                                         |              |                                            |                   | Штарк арена, Београд Гледаоци: 7.476 Судије: Илија Белошевић, Милош Кољеншић, Милан Недовић |  |
| 11. 12. 2021. 20:00 Извештај | Поени: Ледеј 17 Скокови: Мадар, Avramović, Trifunović 4 Асистенције: Ледеј 5 Индекс: Ледеј 23 |              | Блажич, Пулен 19 Огаст 7 Ферел 6 Блажич 22 |                   | Штарк арена, Београд Гледаоци: 7.476 Судије: Илија Белошевић, Милош Кољеншић, Милан Недовић |  |

| 18. 12. 2021. 17:00 Извештај |                                                                          | Морнар Барско злато | 64 : 66                                          | Партизан НИС | Спортска дворана Тополица, Бар Гледаоци: 100 Судије: Саша Пукл, Марио Мајкић, Драган Поробић |  |
| 18. 12. 2021. 17:00 Извештај | Четвртине: 16:27, 13:16, 12:6, 23:7                                      |                     |                                                  |              | Спортска дворана Тополица, Бар Гледаоци: 100 Судије: Саша Пукл, Марио Мајкић, Драган Поробић |  |
| 18. 12. 2021. 17:00 Извештај | Поени: Гордић 18 Скокови: Смит 8 Асистенције: Gordić 7 Индекс: Гордић 23 |                     | Смаилагић 18 Смаилагић, Ледеј 7 Мадар 6 Ледеј 18 |              | Спортска дворана Тополица, Бар Гледаоци: 100 Судије: Саша Пукл, Марио Мајкић, Драган Поробић |  |

| 3. 1. 2022. 18:00 Извештај | | Партизан НИС | 103 : 72                                | Задар | Штарк арена, Београд Гледаоци: 5.434 Судије: Миливоје Јовчић, Крунослав Пеић, Радош Арсенијевић |  |
| 3. 1. 2022. 18:00 Извештај | Четвртине: 21:16, 22:16, 27:23, 33:17                                                              |              |                                         |       | Штарк арена, Београд Гледаоци: 5.434 Судије: Миливоје Јовчић, Крунослав Пеић, Радош Арсенијевић |  |
| 3. 1. 2022. 18:00 Извештај | Поени: Загорац, Копривица 17 Скокови: Лесор 8 Асистенције: Ледеј, Аврамовић 5 Индекс: Копривица 24 |              | Буљан 16 Бурсаћ 5 Јунаковић 5 Картер 15 |       | Штарк арена, Београд Гледаоци: 5.434 Судије: Миливоје Јовчић, Крунослав Пеић, Радош Арсенијевић |  |

| 5. 1. 2022. 18:45 Извештај |                                                                                 | Партизан НИС | 109 : 49                            | Сплит | Штарк арена, Београд Гледаоци: 4.231 Судије: Игор Драгојевић, Радош Савовић, Томислав Стапић |  |
| 5. 1. 2022. 18:45 Извештај | Четвртине: 17:12, 34:5, 32:21, 26:11                                            |              |                                     |       | Штарк арена, Београд Гледаоци: 4.231 Судије: Игор Драгојевић, Радош Савовић, Томислав Стапић |  |
| 5. 1. 2022. 18:45 Извештај | Поени: Глас 19 Скокови: Милетић 10 Асистенције: Глас 5 Индекс: Милетић, Глас 27 |              | Шортер 17 Жганец 8 Вуко 3 Жганец 17 |       | Штарк арена, Београд Гледаоци: 4.231 Судије: Игор Драгојевић, Радош Савовић, Томислав Стапић |  |

| 15. 1. 2022. 19:00 Извештај |                                                                                    | СЦ Дерби | 83 : 93                                  | Партизан НИС | Спортски центар Морача, Подгорица Гледаоци: 1 Судије: Томислав Хордов, Јосип Радојковић, Денис Хаџић |  |
| 15. 1. 2022. 19:00 Извештај | Четвртине: 24:22, 19:19, 24:20, 16:32                                              |          |                                          |              | Спортски центар Морача, Подгорица Гледаоци: 1 Судије: Томислав Хордов, Јосип Радојковић, Денис Хаџић |  |
| 15. 1. 2022. 19:00 Извештај | Поени: Камењаш 20 Скокови: Камењаш 12 Асистенције: Павлићевић 8 Индекс: Камењаш 26 |          | Пантер 17 Смаилагић 6 Пантер 4 Пантер 26 |              | Спортски центар Морача, Подгорица Гледаоци: 1 Судије: Томислав Хордов, Јосип Радојковић, Денис Хаџић |  |

| 20. 01. 2021. 17:00 Извештај |                                                                                          | Партизан НИС | 90 : 93                                       | Мега Моцарт | Хала Александар Николић, Београд Гледаоци: 3.000 Судије: Томислав Хордов, Милош Кољеншић, Бојан Круљац |  |
| 20. 01. 2021. 17:00 Извештај | Четвртине: 22:26, 24:29, 19:19, 25:19                                                    |              |                                               |             | Хала Александар Николић, Београд Гледаоци: 3.000 Судије: Томислав Хордов, Милош Кољеншић, Бојан Круљац |  |
| 20. 01. 2021. 17:00 Извештај | Поени: Пантер 24 Скокови: Пантер, Лесор 7 Асистенције: четири играча 3 Индекс: Пантер 24 |              | Руженцев 20 Руженцев 7 Церовина 6 Руженцев 22 |             | Хала Александар Николић, Београд Гледаоци: 3.000 Судије: Томислав Хордов, Милош Кољеншић, Бојан Круљац |  |

| 15. 4. 2022. 19:00 Извештај |                                                                               | Партизан НИС | 98 : 77                                 | Цибона | Хала Александар Николић, Београд Гледаоци: 2.766 Судије: Саша Пукл, Марио Мајкић, Гордан Терлевић |  |
| 15. 4. 2022. 19:00 Извештај | Четвртине: 27:16, 25:20, 19:21, 27:20                                         |              |                                         |        | Хала Александар Николић, Београд Гледаоци: 2.766 Судије: Саша Пукл, Марио Мајкић, Гордан Терлевић |  |
| 15. 4. 2022. 19:00 Извештај | Поени: Мадар 17 Скокови: Ледеј, Лесор 5 Асистенције: Лесор 5 Индекс: Лесор 26 |              | Гегић 14 Пркачин 8 Вилдоза 6 Пркачин 17 |        | Хала Александар Николић, Београд Гледаоци: 2.766 Судије: Саша Пукл, Марио Мајкић, Гордан Терлевић |  |

| 28. 1. 2022. 17:00 Извештај | | Крка | 63 : 79                                     | Партизан НИС | Спортска дворана Леон Штукељ, Ново Место Гледаоци: 720 Судије: Денис Хаџић, Бојан Круљац, Гордан Терлевић |  |
| 28. 1. 2022. 17:00 Извештај | Четвртине: 11:23, 19:16, 10:17, 23:23                                                                   |      |                                             |              | Спортска дворана Леон Штукељ, Ново Место Гледаоци: 720 Судије: Денис Хаџић, Бојан Круљац, Гордан Терлевић |  |
| 28. 1. 2022. 17:00 Извештај | Поени: Стипчевић 15 Скокови: Л. Лапорник 8 Асистенције: Л. Лапорник 4 Индекс: Стипчевић, Л. Лапорник 17 |      | Копривица 15 Смаилагић 9 Мур 3 Смаилагић 19 |              | Спортска дворана Леон Штукељ, Ново Место Гледаоци: 720 Судије: Денис Хаџић, Бојан Круљац, Гордан Терлевић |  |

| 5. 2. 2022. 17:00 | Извештај | Партизан НИС                                                                            | 75 : 68 | Борац                                             | Хала Александар Николић, Београд Гледаоци: 2.713 Судије: Милан Недовић, Јосип Радојковић, Томислав Вовк |  |
| 5. 2. 2022. 17:00 | Извештај | Четвртине: 18:17, 13:14, 22:14, 22:23                                                   |         |                                                   | Хала Александар Николић, Београд Гледаоци: 2.713 Судије: Милан Недовић, Јосип Радојковић, Томислав Вовк |  |
| 5. 2. 2022. 17:00 | Извештај | Поени: Аврамовић 20 Скокови: Ледеј 9 Асистенције: Куруцс, Пантер 5 Индекс: Аврамовић 26 |         | Тодоровић 13 Пецарски 7 три играча 3 Тодоровић 11 | Хала Александар Николић, Београд Гледаоци: 2.713 Судије: Милан Недовић, Јосип Радојковић, Томислав Вовк |  |

| 12. 2. 2022. 19:00 | Извештај | ФМП Меридијан                                                             | 80 : 86 | Партизан НИС                              | Дворана Железник, Београд Гледаоци: 723 Судије: Милош Кољеншић, Урош Обркнежевић, Лука Кардум |  |
| 12. 2. 2022. 19:00 | Извештај | Четвртине: 24:18, 22:22, 16:24, 18:22                                     |         |                                           | Дворана Железник, Београд Гледаоци: 723 Судије: Милош Кољеншић, Урош Обркнежевић, Лука Кардум |  |
| 12. 2. 2022. 19:00 | Извештај | Поени: Тасић 16 Скокови: Симовић 6 Асистенције: Џоунс 14 Индекс: Тасић 16 |         | Мур 21 Копривица 11 Пантер 4 Копривица 21 | Дворана Железник, Београд Гледаоци: 723 Судије: Милош Кољеншић, Урош Обркнежевић, Лука Кардум |  |

| 6. 3. 2022. 18:30 | Извештај | Партизан НИС                                                                       | 98 : 84 | Црвена звезда мтс                                        | Хала Александар Николић, Београд Гледаоци: 6.884 Судије: Матеј Болтаузер, Јосип Радојковић, Милан Недовић |  |
| 6. 3. 2022. 18:30 | Извештај | Четвртине: 28:21, 12:13, 24:29, 34:21                                              |         |                                                          | Хала Александар Николић, Београд Гледаоци: 6.884 Судије: Матеј Болтаузер, Јосип Радојковић, Милан Недовић |  |
| 6. 3. 2022. 18:30 | Извештај | Поени: Аврамовић 33 Скокови: Лесор 7 Асистенције: Аврамовић 6 Индекс: Аврамовић 32 |         | Давидовац, Холинс 17 Давидовац 10 Калинић 6 Давидовац 23 | Хала Александар Николић, Београд Гледаоци: 6.884 Судије: Матеј Болтаузер, Јосип Радојковић, Милан Недовић |  |

| 13. 3. 2022. 19:00 | Извештај | Будућност ВОЛИ                                                          | 72 : 80 | Партизан НИС                                         | Спортски центар Морача, Подгорица Гледаоци: 5.000 Судије: Дамир Јавор, Сашо Петек, Матеј Шпендл |  |
| 13. 3. 2022. 19:00 | Извештај | Четвртине: 13:24, 24:17, 14:17, 21:22                                   |         |                                                      | Спортски центар Морача, Подгорица Гледаоци: 5.000 Судије: Дамир Јавор, Сашо Петек, Матеј Шпендл |  |
| 13. 3. 2022. 19:00 | Извештај | Поени: Пери 16 Скокови: Рид 6 Асистенције: Сили 4 Индекс: Пери, Кобс 17 |         | Аврамовић, Пантер, Мадар 13 Ледеј 9 Мадар 4 Мадар 22 | Спортски центар Морача, Подгорица Гледаоци: 5.000 Судије: Дамир Јавор, Сашо Петек, Матеј Шпендл |  |

| 19. 3. 2022. 19:00 | Извештај | Партизан НИС                                                             | 83 : 70 | Игокеа м:тел                           | Хала Александар Николић, Београд Гледаоци: 3.044 Судије: Илија Белошевић, Лука Кардум, Ернад Каровић |  |
| 19. 3. 2022. 19:00 | Извештај | Четвртине: 15:20, 24:8, 26:23, 18:19                                     |         |                                        | Хала Александар Николић, Београд Гледаоци: 3.044 Судије: Илија Белошевић, Лука Кардум, Ернад Каровић |  |
| 19. 3. 2022. 19:00 | Извештај | Поени: Пантер 20 Скокови: Ледеј 11 Асистенције: Мадар 6 Индекс: Ледеј 30 |         | Волер 19 Стефенс 6 Робинсон 8 Волер 24 | Хала Александар Николић, Београд Гледаоци: 3.044 Судије: Илија Белошевић, Лука Кардум, Ернад Каровић |  |

| 27. 3. 2022. 17:00 | Извештај | Цедевита Олимпија                                                         | 81 : 79 | Партизан НИС                           | Дворана Тиволи, Љубљана Гледаоци: 4.500 Судије: Урош Николић, Милош Кољеншић, Сашо Петек |  |
| 27. 3. 2022. 17:00 | Извештај | Четвртине: 22:23, 21:23, 18:21, 20:12                                     |         |                                        | Дворана Тиволи, Љубљана Гледаоци: 4.500 Судије: Урош Николић, Милош Кољеншић, Сашо Петек |  |
| 27. 3. 2022. 17:00 | Извештај | Поени: Блажич 25 Скокови: Драгић 6 Асистенције: Ферел 4 Индекс: Блажич 30 |         | Аврамовић 21 Лесор 7 Мадар 4 Пантер 15 | Дворана Тиволи, Љубљана Гледаоци: 4.500 Судије: Урош Николић, Милош Кољеншић, Сашо Петек |  |

| 2. 4. 2022. 19:00 | Извештај | Партизан НИС                                                                | 95 : 83 | Морнар-Барско злато                              | Хала Александар Николић, Београд Гледаоци: 3.606 Судије: Игор Драгојевић, Александар Милојевић, Нермин Никшић |  |
| 2. 4. 2022. 19:00 | Извештај | Четвртине: 23:11, 20:19, 24:27, 28:26                                       |         |                                                  | Хала Александар Николић, Београд Гледаоци: 3.606 Судије: Игор Драгојевић, Александар Милојевић, Нермин Никшић |  |
| 2. 4. 2022. 19:00 | Извештај | Поени: Ледеј 24 Скокови: Копривица 11 Асистенције: Ледеј 5 Индекс: Ледеј 34 |         | Михаиловић 25 Мозли 7 три играча 4 Михаиловић 30 | Хала Александар Николић, Београд Гледаоци: 3.606 Судије: Игор Драгојевић, Александар Милојевић, Нермин Никшић |  |

| 10. 4. 2022. 12:00 | Извештај | Мега Моцарт                                                               | 68 : 97 | Партизан НИС                                   | Хала спортова Ранко Жеравица, Београд Гледаоци: 1.500 Судије: Матеј Болтаузер, Томислав Хордов, Томислав Вовк |  |
| 10. 4. 2022. 12:00 | Извештај | Четвртине: 24:26, 8:26, 16:20, 20:25                                      |         |                                                | Хала спортова Ранко Жеравица, Београд Гледаоци: 1.500 Судије: Матеј Болтаузер, Томислав Хордов, Томислав Вовк |  |
| 10. 4. 2022. 12:00 | Извештај | Поени: Симанић 19 Скокови: Јовић 5 Асистенције: Смит 6 Индекс: Симанић 18 |         | Пантер 16 Лесор 8 Аврамовић 6 Пантер, Мадар 20 | Хала спортова Ранко Жеравица, Београд Гледаоци: 1.500 Судије: Матеј Болтаузер, Томислав Хордов, Томислав Вовк |  |

## Еврокуп

### Табела
|     | Екипа                        | Игр.                                  | Поб.                                  | Изг.                                  | П+                                    | П-                                    | П+/-                                  | Тај-брек                              |
| --- | ---------------------------- | ------------------------------------- | ------------------------------------- | ------------------------------------- | ------------------------------------- | ------------------------------------- | ------------------------------------- | ------------------------------------- |
| 1.  | Дивина сегурос Хувентуд (П)  | 16                                    | 12                                    | 4                                     | 1297                                  | 1130                                  | +167                                  | 1−1 (+7)                              |
| 2.  | Партизан НИС (П)             | 16                                    | 12                                    | 4                                     | 1353                                  | 1204                                  | +149                                  | 1−1 (-7)                              |
| 3.  | Булоњ Метролитан 92 (П)      | 16                                    | 11                                    | 5                                     | 1314                                  | 1256                                  | +58                                   |                                       |
| 4.  | МораБанк Андора (П)          | 16                                    | 10                                    | 6                                     | 1304                                  | 1271                                  | +33                                   |                                       |
| 5.  | Лијеткабелис (П)             | 16                                    | 9                                     | 7                                     | 1263                                  | 1181                                  | +82                                   |                                       |
| 6.  | Турк Телеком (П)             | 16                                    | 8                                     | 8                                     | 1211                                  | 1252                                  | -41                                   |                                       |
| 7.  | Хамбург тауерс (П)           | 16                                    | 6                                     | 10                                    | 1315                                  | 1411                                  | -96                                   |                                       |
| 8.  | Шлонск Вроцлав (П)           | 16                                    | 3                                     | 13                                    | 1190                                  | 1320                                  | -130                                  |                                       |
| 9.  | Доломити енерђија Тренто (Е) | 16                                    | 1                                     | 15                                    | 1112                                  | 1334                                  | -222                                  |                                       |
| 10. | Локомотива Кубањ             | искључени из такмичења [Напомена ЛОК] | искључени из такмичења [Напомена ЛОК] | искључени из такмичења [Напомена ЛОК] | искључени из такмичења [Напомена ЛОК] | искључени из такмичења [Напомена ЛОК] | искључени из такмичења [Напомена ЛОК] | искључени из такмичења [Напомена ЛОК] |

- НАПОМЕНА: Поени постигнути у продужецима нису урачунати у табели, а не користе се ни за одређивање предности у случају да су тимови изједначени.

(П) - тимови који су обезбедили пласман у осмину финала у току такмичења,  (Е) - тимови који су елиминисани из трке за даље такмичење.
Легенда:
Напомена
1. ^ Локомотива Кубањ (РУС): Локомотива Кубањ из Краснодара је избачена из такмичења због Инвазије Русије на Украјину. Како се наводи руска екипа је избачена због рата у Украјини који је покренула Русија, одлука је донесена 28. фебруара, а одлуку је донео Извршни одбор Евролиге, прво је суспендована, а потом и избачена из даљег такмичења, а одлука о избацивању је потврђена 22. марта. Сви резултати овог тима су поништени, а табела је ажурирана без резултата који су постигли.[28][29]

### Резултати
Победа
      Пораз
| 19. 10. 2021. 19:30 Извештај |                                                                           | Хамбург тауерс | 97 : 106                                         | Партизан НИС | Арена Едел-оптикс, Хамбург Гледаоци: 1.579 Судије: Мигел Анхел Перез, Џозеф Бисанг, Синан Исгудер |  |
| 19. 10. 2021. 19:30 Извештај | Четвртине: 24:28, 16:33, 26:27, 31:18                                     |                |                                                  |              | Арена Едел-оптикс, Хамбург Гледаоци: 1.579 Судије: Мигел Анхел Перез, Џозеф Бисанг, Синан Исгудер |  |
| 19. 10. 2021. 19:30 Извештај | Поени: Хомсли 21 Скокови: Браун 6 Асистенције: Хомсли 7 Индекс: Хомсли 23 |                | Пантер 26 Смаилагић 9 Загорац, Мадар 5 Пантер 38 |              | Арена Едел-оптикс, Хамбург Гледаоци: 1.579 Судије: Мигел Анхел Перез, Џозеф Бисанг, Синан Исгудер |  |

| 27. 10. 2021. 20:30 Извештај |                                                                                  | Партизан НИС | 85 : 59                                  | Турк Телеком | Хала Александар Николић, Београд Гледаоци: 5.162 Судије: Данијел Хјерезуело, Марчин Ковалски, Максим Боубер |  |
| 27. 10. 2021. 20:30 Извештај | Четвртине: 21:12, 20:22, 23:7, '21:18                                            |              |                                          |              | Хала Александар Николић, Београд Гледаоци: 5.162 Судије: Данијел Хјерезуело, Марчин Ковалски, Максим Боубер |  |
| 27. 10. 2021. 20:30 Извештај | Поени: Пантер 19 Скокови: Копривица 7 Асистенције: Аврамовић 4 Индекс: Пантер 24 |              | Џонсон 14 Демир, Елис 7 Огут 7 Џонсон 15 |              | Хала Александар Николић, Београд Гледаоци: 5.162 Судије: Данијел Хјерезуело, Марчин Ковалски, Максим Боубер |  |

| 2. 11. 2021. 20:30 Извештај |                                                                                     | Партизан НИС | 68 : 67                         | Дивина сегурос Хувентуд | Хала Александар Николић, Београд Гледаоци: 6.733 Судије: Луиђи Ламоника, Аре Халико, Артјом Лаврухин |  |
| 2. 11. 2021. 20:30 Извештај | Четвртине: 19:17, 15:22, 15:20, 19:8                                                |              |                                 |                         | Хала Александар Николић, Београд Гледаоци: 6.733 Судије: Луиђи Ламоника, Аре Халико, Артјом Лаврухин |  |
| 2. 11. 2021. 20:30 Извештај | Поени: Пантер 18 Скокови: Ледеј 6 Асистенције: Смаилагић 3 Индекс: Пантер, Ледеј 17 |              | Пара 15 Томић 8 Рибас 9 Пара 15 |                         | Хала Александар Николић, Београд Гледаоци: 6.733 Судије: Луиђи Ламоника, Аре Халико, Артјом Лаврухин |  |

| 10. 11. 2021. 20:00 Извештај |                                                                                         | МораБанк Андора, | 61 : 60                                                 | Партизан НИС | Спортска дворана Андора, Андора ла Веља Гледаоци: 2.276 Судије: Роберт Лотермосер, Раин Перанди, Василики Царука |  |
| 10. 11. 2021. 20:00 Извештај | Четвртине: 16:12, 8:20, 24:8, 13:20                                                     |                  |                                                         |              | Спортска дворана Андора, Андора ла Веља Гледаоци: 2.276 Судије: Роберт Лотермосер, Раин Перанди, Василики Царука |  |
| 10. 11. 2021. 20:00 Извештај | Поени: Артеага 15 Скокови: Милер Макинтајер 10 Асистенције: Hannah 7 Индекс: Артеага 20 |                  | Пантер 13 Ледеј 10 Аврамовић, Трифуновић 2 Аврамовић 16 |              | Спортска дворана Андора, Андора ла Веља Гледаоци: 2.276 Судије: Роберт Лотермосер, Раин Перанди, Василики Царука |  |

| 17. 11. 2021. 20:30 Извештај |                                                                                 | Партизан НИС | 84 : 77                                               | Лијеткабелис | Штарк арена, Београд Гледаоци: 6.067 Судије: Мигел Анхел Перез, Томаш Травицки, Василис Пицилкас |  |
| 17. 11. 2021. 20:30 Извештај | Четвртине: 20:14, 19:24, 27:22, 18:17                                           |              |                                                       |              | Штарк арена, Београд Гледаоци: 6.067 Судије: Мигел Анхел Перез, Томаш Травицки, Василис Пицилкас |  |
| 17. 11. 2021. 20:30 Извештај | Поени: Ледеј 19 Скокови: Смаилагић 12 Асистенције: Аврамовић 7 Индекс: Ледеј 24 |              | Orelik 19 Липкевичиус 10 Липкевичиус 7 Липкевичиус 23 |              | Штарк арена, Београд Гледаоци: 6.067 Судије: Мигел Анхел Перез, Томаш Травицки, Василис Пицилкас |  |

| 8. 12. 2021. 20:30 Извештај |                                                                                   | Метрополитан 92 | 82 : 89                                     | Партизан НИС | Палата Спортова Марсел Шердан, Левалоа Пере Гледаоци: 2.257 Судије: Олегс Латисевс, Марцин Ковалски, Гуидо Ђованети |  |
| 8. 12. 2021. 20:30 Извештај | Четвртине: 28:23, 25:27, 15:18, 14:21                                             |                 |                                             |              | Палата Спортова Марсел Шердан, Левалоа Пере Гледаоци: 2.257 Судије: Олегс Латисевс, Марцин Ковалски, Гуидо Ђованети |  |
| 8. 12. 2021. 20:30 Извештај | Поени: Хорнсби 22 Скокови: Халиловић 7 Асистенције: Хорнсби, 4 Индекс: Хорнсби 25 |                 | Пантер 28 Koprivica 8 Avramović 5 Пантер 28 |              | Палата Спортова Марсел Шердан, Левалоа Пере Гледаоци: 2.257 Судије: Олегс Латисевс, Марцин Ковалски, Гуидо Ђованети |  |

| 15. 12. 2021. 19:00 Извештај |                                                                            | Партизан НИС | 75 : 73                                        | Шлонск Вроцлав | Штарк арена, Београд Гледаоци: 5.088 Судије: Карлос Кортес, , Стив Битнер |  |
| 15. 12. 2021. 19:00 Извештај | Четвртине: 22:15, 15:20, 17:17, 21:21                                      |              |                                                |                | Штарк арена, Београд Гледаоци: 5.088 Судије: Карлос Кортес, , Стив Битнер |  |
| 15. 12. 2021. 19:00 Извештај | Поени: Глас 18 Скокови: Ледеј, Мадар 7 Асистенције: Глас 5 Индекс: Глас 18 |              | Кантер 21 Кантер, Рамљак 8 Коленда 8 Кантер 26 |                | Штарк арена, Београд Гледаоци: 5.088 Судије: Карлос Кортес, , Стив Битнер |  |

| 22. 12. 2021. 17:30 Извештај |                                                                                 | Локомотива Кубањ | 101 : 94                                                       | Партизан НИС | Кошаркашка хала Краснодар, Краснодар Гледаоци: 1.165 Судије: Луиђи Ламоника, Аре Халико, Саулиус Рациус |  |
| 22. 12. 2021. 17:30 Извештај | Четвртине: 22:23, 23:19, 25:23, 31:29                                           |                  |                                                                |              | Кошаркашка хала Краснодар, Краснодар Гледаоци: 1.165 Судије: Луиђи Ламоника, Аре Халико, Саулиус Рациус |  |
| 22. 12. 2021. 17:30 Извештај | Поени: Маколум 33 Скокови: Томпсон 9 Асистенције: Томпсон 10 Индекс: Маколум 37 |                  | Глас 20 Смаилагић 7 Ледеј, Загорац, Аврамовић, Глас 3 Ледеј 23 |              | Кошаркашка хала Краснодар, Краснодар Гледаоци: 1.165 Судије: Луиђи Ламоника, Аре Халико, Саулиус Рациус |  |

| 12. 1. 2022. 20:30 Извештај |                                                                             | Партизан НИС | 97 : 65                                      | Доломити Енерђија Тренто | Штарк арена, Београд Гледаоци: 5.151 Судије: Елијас Коромилас, Игор Драгојевић, Гентиан Цици |  |
| 12. 1. 2022. 20:30 Извештај | Четвртине: 27:8, 25:22, 22:23, 23:12                                        |              |                                              |                          | Штарк арена, Београд Гледаоци: 5.151 Судије: Елијас Коромилас, Игор Драгојевић, Гентиан Цици |  |
| 12. 1. 2022. 20:30 Извештај | Поени: Мадар 18 Скокови: Копривица 7 Асистенције: Мадар 4 Индекс: Пантер 23 |              | Мецаноте 15 Флакадори 6 Форај 5 Флакадори 19 |                          | Штарк арена, Београд Гледаоци: 5.151 Судије: Елијас Коромилас, Игор Драгојевић, Гентиан Цици |  |

| 18. 1. 2022. 20:45 Извештај |                                                                            | Партизан НИС | 102 : 77                                  | Хамбург тауерс | Хала Александар Николић, Београд Гледаоци: 5.021 Судије: Сефи Семеш, Јургис Лауринавициус, Кристапс Константиновс |  |
| 18. 1. 2022. 20:45 Извештај | Четвртине: 34:14, 31:27, 20:12, 17:24                                      |              |                                           |                | Хала Александар Николић, Београд Гледаоци: 5.021 Судије: Сефи Семеш, Јургис Лауринавициус, Кристапс Константиновс |  |
| 18. 1. 2022. 20:45 Извештај | Поени: Лесор 22 Скокови: Ледеј 8 Асистенције: Аврамовић 6 Индекс: Лесор 33 |              | Кристен 20 Хинрикс 8 Хинрикс 5 Кристен 20 |                | Хала Александар Николић, Београд Гледаоци: 5.021 Судије: Сефи Семеш, Јургис Лауринавициус, Кристапс Константиновс |  |

| 25. 1. 2022. 18:00 Извештај |                                                                                    | Турк Телеком | 85 : 71                             | Партизан НИС | Анкара Спор Салону, Анкара Гледаоци: 4.741 Судије: Емин Могулкоч, Хјусеин Челик, Максим Бубер |  |
| 25. 1. 2022. 18:00 Извештај | Четвртине: 21:18, 22:14, 17:14, 25:25                                              |              |                                     |              | Анкара Спор Салону, Анкара Гледаоци: 4.741 Судије: Емин Могулкоч, Хјусеин Челик, Максим Бубер |  |
| 25. 1. 2022. 18:00 Извештај | Поени: Клемонс 20 Скокови: Демир, Елис 6 Асистенције: Клемонс 8 Индекс: Клемонс 32 |              | Мур 15 Лесор 8 Аврамовић 6 Лесор 17 |              | Анкара Спор Салону, Анкара Гледаоци: 4.741 Судије: Емин Могулкоч, Хјусеин Челик, Максим Бубер |  |

| 2. 2. 2022. 21:00 Извештај |                                                                            | Дивина сегурос Хувентуд | 92 : 84                           | Партизан НИС | Палата спортова, Бадалона Гледаоци: ТБА Судије: Ане Пантер, Томаш Травицки, Себастијен Кливаз |  |
| 2. 2. 2022. 21:00 Извештај | Четвртине: 16:27, 25:15, 28:17, 23:25                                      |                         |                                   |              | Палата спортова, Бадалона Гледаоци: ТБА Судије: Ане Пантер, Томаш Травицки, Себастијен Кливаз |  |
| 2. 2. 2022. 21:00 Извештај | Поени: Вилис 19 Скокови: Биргандер 7 Асистенције: Басас 4 Индекс: Вилис 27 |                         | Лесор 20 Лесор 8 Мадар 3 Лесор 30 |              | Палата спортова, Бадалона Гледаоци: ТБА Судије: Ане Пантер, Томаш Травицки, Себастијен Кливаз |  |

| 9. 2. 2022. 20:30 Извештај |                                                                          | Партизан НИС | 95 : 70                                     | МораБанк Андора | Хала Александар Николић, Београд Гледаоци: 6.000 Судије: Матеј Болтаузер, Џозеф Бисанг, Амит Балак |  |
| 9. 2. 2022. 20:30 Извештај | Четвртине: 24:16, 21:19, 24:19, 26:16                                    |              |                                             |                 | Хала Александар Николић, Београд Гледаоци: 6.000 Судије: Матеј Болтаузер, Џозеф Бисанг, Амит Балак |  |
| 9. 2. 2022. 20:30 Извештај | Поени: Ледеј 20 Скокови: Лесор 12 Асистенције: Пантер 5 Индекс: Лесор 32 |              | Хана 17 Паули 9 Милер-Мекинтајер 7 Паули 19 |                 | Хала Александар Николић, Београд Гледаоци: 6.000 Судије: Матеј Болтаузер, Џозеф Бисанг, Амит Балак |  |

| 8. 3. 2022. 18:00 Извештај |                                                                                        | Лијеткабелис | 93 : 78                                      | Партизан НИС | Цидо арена, Паневежис Гледаоци: ТБА Судије: Јанис Фуфис, Ник Ван ден Броек, Гвидо Ђованети |  |
| 8. 3. 2022. 18:00 Извештај | Четвртине: 24:24, 29:13, 27:18, 13:23                                                  |              |                                              |              | Цидо арена, Паневежис Гледаоци: ТБА Судије: Јанис Фуфис, Ник Ван ден Броек, Гвидо Ђованети |  |
| 8. 3. 2022. 18:00 Извештај | Поени: Орелик, Гагић 21 Скокови: три играча 5 Асистенције: Жемаитис 8 Индекс: Гагић 25 |              | Пантер 20 Лесор 4 четири играча 2 Загорац 17 |              | Цидо арена, Паневежис Гледаоци: ТБА Судије: Јанис Фуфис, Ник Ван ден Броек, Гвидо Ђованети |  |

| 16. 3. 2022. 20:30 Извештај |                                                                                 | Партизан НИС | 87 : 72                                | Метрополитан 92 | Хала Александар Николић, Београд Гледаоци: 6.000 Судије: Карлос Перуђа, Роберт Виклицки, Серђо Силва |  |
| 16. 3. 2022. 20:30 Извештај | Четвртине: 14:17, 29:14, 21:10, 23:31                                           |              |                                        |                 | Хала Александар Николић, Београд Гледаоци: 6.000 Судије: Карлос Перуђа, Роберт Виклицки, Серђо Силва |  |
| 16. 3. 2022. 20:30 Извештај | Поени: Ледеј 15 Скокови: Копривица 13 Асистенције: Мадар 5 Индекс: Копривица 25 |              | Мекре 18 три играча 4 Мекре 5 Мекре 19 |                 | Хала Александар Николић, Београд Гледаоци: 6.000 Судије: Карлос Перуђа, Роберт Виклицки, Серђо Силва |  |

| 22. 3. 2022. 18:45 Извештај |                                                                           | Шлонск Вроцлав | 71 : 93                                         | Партизан НИС | Хала Орбита, Вроцлав Гледаоци: нема податка Судије: Емин Могулкоуч, Мичеле Роси, Василики Царуча |  |
| 22. 3. 2022. 18:45 Извештај | Четвртине: 14:29, 17:21, 22:14, 18:29                                     |                |                                                 |              | Хала Орбита, Вроцлав Гледаоци: нема податка Судије: Емин Могулкоуч, Мичеле Роси, Василики Царуча |  |
| 22. 3. 2022. 18:45 Извештај | Поени: Каролак 14 Скокови: Кантер 8 Асистенције: Трајс 9 Индекс: Трајс 21 |                | Пантер, Мадар 15 Копривица 8 Загорац 3 Ледеј 18 |              | Хала Орбита, Вроцлав Гледаоци: нема податка Судије: Емин Могулкоуч, Мичеле Роси, Василики Царуча |  |

| Отказано Отказано Извештај |  | Партизан НИС | — : — | Локомотива Кубањ | Хала Александар Николић, Београд |  |

| 6. 4. 2022. 20:00 Извештај |                                                                                                | Доломити Енерђија Тренто | 63 : 79                                | Партизан НИС | ПалаТренто арена, Тренто Гледаоци: 1.230 Судије: Емилио Перез, Леандро Лезкано, Василис Пициклас |  |
| 6. 4. 2022. 20:00 Извештај | Четвртине: 15:18, 14:19, 24:24, 10:18                                                          |                          |                                        |              | ПалаТренто арена, Тренто Гледаоци: 1.230 Судије: Емилио Перез, Леандро Лезкано, Василис Пициклас |  |
| 6. 4. 2022. 20:00 Извештај | Поени: Рејнолдс 15 Скокови: Вилијамс 7 Асистенције: Флакадори 5 Индекс: Флакадори, Вилијамс 15 |                          | Ледеј 20 Ледеј 13 Аврамовић 5 Ледеј 30 |              | ПалаТренто арена, Тренто Гледаоци: 1.230 Судије: Емилио Перез, Леандро Лезкано, Василис Пициклас |  |

### Осмина финала
| 20. 4. 2022. 20:30 Извештај |  | Партизан НИС | — : — | Фрути Екстра Бурсаспор | Штарк арена, Београд |  |

| Стартери:       | Стартери: | Стартери: | П | С | А |
| --------------- | --------- | --------- | - | - | - |
|                 |           |           |   |   |   |
|                 |           |           |   |   |   |
|                 |           |           |   |   |   |
|                 |           |           |   |   |   |
|                 |           |           |   |   |   |
| Резерве:        |           |           |   |   |   |
|                 |           |           |   |   |   |
|                 |           |           |   |   |   |
|                 |           |           |   |   |   |
|                 |           |           |   |   |   |
|                 |           |           |   |   |   |
|                 |           |           |   |   |   |
|                 |           |           |   |   |   |
| Тренер:         |           |           |   |   |   |
| Жељко Обрадовић |           |           |   |   |   |

| Партизан НИС |  | Фрути Екстра Бурсаспор |

| ПАР | Статистика        | ФЕБ |
| --- | ----------------- | --- |
|     | Статистика        |     |
|     | Шут за 2 поена    |     |
|     | Шут за 3 поена    |     |
|     | Слободна бацања   |     |
|     | Скокови у нападу  |     |
|     | Скокови у одбрани |     |
|     | Укупно скокова    |     |
|     | Асистенција       |     |
|     | Изгубљених лопти  |     |
|     | Украдених лопти   |     |
|     | Блокада           |     |
|     | Фаулова           |     |

| Стартери:         | Стартери: | Стартери: | П | С | А |
| ----------------- | --------- | --------- | - | - | - |
|                   |           |           |   |   |   |
|                   |           |           |   |   |   |
|                   |           |           |   |   |   |
|                   |           |           |   |   |   |
|                   |           |           |   |   |   |
| Резерве:          |           |           |   |   |   |
|                   |           |           |   |   |   |
|                   |           |           |   |   |   |
|                   |           |           |   |   |   |
|                   |           |           |   |   |   |
|                   |           |           |   |   |   |
|                   |           |           |   |   |   |
|                   |           |           |   |   |   |
| Тренер:           |           |           |   |   |   |
| Душан Алимпијевић |           |           |   |   |   |

## Куп Радивоја Кораћа

### Четвртфинале
| 18. 2. 2022. 21:00 | Извештај | Партизан НИС                                                                                  | 101 : 48 | Борац Земун                                  | Спортски центар Чаир, Ниш Гледаоци: 3.000 Судије: Марко Јурас, Јасмина Јурас, Синиша Прпа |  |
| 18. 2. 2022. 21:00 | Извештај | Четвртине: 22:12, 25:18, 26:9, 28:9                                                           |          |                                              | Спортски центар Чаир, Ниш Гледаоци: 3.000 Судије: Марко Јурас, Јасмина Јурас, Синиша Прпа |  |
| 18. 2. 2022. 21:00 | Извештај | Поени: Вукчевић 16 Скокови: Дангубић 8 Асистенције: Аврамовић, Дангубић 6 Индекс: Дангубић 25 |          | Балмазовић 15 Синовец 5 Синовец 5 Синовец 14 | Спортски центар Чаир, Ниш Гледаоци: 3.000 Судије: Марко Јурас, Јасмина Јурас, Синиша Прпа |  |

### Полуфинале
| 19. 2. 2022. 21:00 | Извештај | Партизан НИС                                                                       | 92 : 89 | ФМП Меридијан                        | Спортски центар Чаир, Ниш Гледаоци: 3.500 Судије: Урош Обркнежевић, Марко Јурас, Синиша Прпа |  |
| 19. 2. 2022. 21:00 | Извештај | Четвртине: 21:24, 31:19, 21:17, 19:29                                              |         |                                      | Спортски центар Чаир, Ниш Гледаоци: 3.500 Судије: Урош Обркнежевић, Марко Јурас, Синиша Прпа |  |
| 19. 2. 2022. 21:00 | Извештај | Поени: Пантер 29 Скокови: Копривица 6 Асистенције: Пантер, Мур 4 Индекс: Пантер 32 |         | Џоунс 29 Изунду 10 Џоунс 13 Џоунс 35 | Спортски центар Чаир, Ниш Гледаоци: 3.500 Судије: Урош Обркнежевић, Марко Јурас, Синиша Прпа |  |

### Финале
| 20. 2. 2022. 21:00 | Извештај | Црвена звезда МТС                                                                    | 85 : 68 | Партизан НИС                           | Спортски центар Чаир, Ниш Гледаоци: 5.000 Судије: Миливоје Јовчић, Урош Обркнежевић, Александар Глишић |  |
| 20. 2. 2022. 21:00 | Извештај | Четвртине: 20:13, 29:15, 18:18, 18:22                                                |         |                                        | Спортски центар Чаир, Ниш Гледаоци: 5.000 Судије: Миливоје Јовчић, Урош Обркнежевић, Александар Глишић |  |
| 20. 2. 2022. 21:00 | Извештај | Поени: Калинић 18 Скокови: Кузмић 7 Асистенције: Холинс 5 Индекс: Волтерс, Холинс 18 |         | Лесор 19 Ледеј, Лесор 4 Мур 5 Лесор 22 | Спортски центар Чаир, Ниш Гледаоци: 5.000 Судије: Миливоје Јовчић, Урош Обркнежевић, Александар Глишић |  |

| Стартери:     | Стартери: | Стартери:        | П  | С | А |
| ------------- | --------- | ---------------- | -- | - | - |
| ПЛ            | 3         | Нејт Волтерс     | 14 | 4 | 4 |
| Б             | 14        | Остин Холинс     | 15 | 1 | 5 |
| КЦ            | 12        | Никола Калинић   | 18 | 3 | 4 |
| КЦ            | 7         | Дејан Давидовац  | 3  | 5 | 1 |
| Ц             | 32        | Огњен Кузмић     | 5  | 7 | 1 |
| Резерве:      |           |                  |    |   |   |
| К             | 2         | Стефан Лазаревић | 0  | 0 | 0 |
| КЦ/Ц          | 9         | Лука Митровић    | 4  | 2 | 1 |
| К             | 10        | Бранко Лазић     | 0  | 0 | 0 |
| К             | 13        | Огњен Добрић     | 9  | 3 | 4 |
| ПЛ            | 20        | Никола Ивановић  | 4  | 0 | 1 |
| Б             | 27        | Стефан Марковић  | 13 | 3 | 1 |
| КЦ            | 30        | Арон Вајт        | 0  | 1 | 0 |
| Тренер:       |           |                  |    |   |   |
| Дејан Радоњић |           |                  |    |   |   |

| Црвена звезда МТС |  | Партизан НИС |

| ЦЗВ         | Статистика        | ПАР         |
| ----------- | ----------------- | ----------- |
|             | Статистика        |             |
| 21/35 (60%) | Шут за 2 поена    | 18/30 (60%) |
| 10/21 (47%) | Шут за 3 поена    | 5/17 (29%)  |
| 13/17 (76%) | Слободна бацања   | 17/21 (80%) |
| 8           | Скокови у нападу  | 5           |
| 21          | Скокови у одбрани | 18          |
| 29          | Укупно скокова    | 23          |
| 22          | Асистенција       | 12          |
| 16          | Изгубљених лопти  | 17          |
| 8           | Украдених лопти   | 10          |
| 1           | Блокада           | 2           |
| 22          | Фаулова           | 22          |

| Стартери:       | Стартери: | Стартери:        | П          | С          | А          |
| --------------- | --------- | ---------------- | ---------- | ---------- | ---------- |
| Б               | 4         | Алекса Аврамовић | 4          | 2          | 1          |
| Б               | 0         | Кевин Пантер     | 14         | 2          | 3          |
| К               | 00        | Родионс Куруцс   | 9          | 3          | 1          |
| КЦ/Ц            | 2         | Зак Ледеј        | 10         | 4          | 0          |
| Ц               | 5         | Балша Копривица  | 0          | 3          | 1          |
| Резерве:        |           |                  |            |            |            |
| КЦ              | 1         | Тристан Вукчевић | Није играо | Није играо | Није играо |
| К               | 3         | Раде Загорац     | Није играо | Није играо | Није играо |
| К               | 6         | Немања Дангубић  | 0          | 0          | 0          |
| Ц               | 11        | Душан Милетић    | Није играо | Није играо | Није играо |
| Б               | 14        | Далас Мур        | 11         | 3          | 5          |
| Ц               | 26        | Матијас Лесор    | 19         | 4          | 1          |
| Б               | 32        | Урош Трифуновић  | 1          | 1          | 0          |
| Тренер:         |           |                  |            |            |            |
| Жељко Обрадовић |           |                  |            |            |            |

## Кошаркашка лига Србије
КК Партизан је непосредно након одиграног финала у АБА лиги а пре почетка КЛС одустао од такмичења у њој, због дешавања у финалу АБА лиге. Партизан је кажњен новчано док је тренер Жељко Обрадовић кажњен са 4 утакмице.

## Индивидуалне награде
АБА лига
Најкориснији играч:
- Јам Мадар - 5. коло

Еврокуп
Најкориснији играч:
- Матијас Лесор - 13. коло

Куп Радивоја Кораћа
Најбољи стрелац финала:
- Матијас Лесор

Еврокуп
Најкориснији играч:
- Зак Ледеј - 18. коло

## Посећеност
- АБА Лига:

| Поз. | Клуб         | Утакмица | Укупна посета | Најбоља посета | Најлошија посета | Просечна посета |
| ---- | ------------ | -------- | ------------- | -------------- | ---------------- | --------------- |
| 1    | Партизан НИС | 13       | 61.939        | 8.944          | 2.713            | 4.764           |

- Еврокуп:

| Поз. | Клуб         | Утакмица | Укупна посета | Најбоља посета | Најлошија посета | Просечна посета |
| ---- | ------------ | -------- | ------------- | -------------- | ---------------- | --------------- |
| 1    | Партизан НИС | 8        | 43.998        | 6.733          | 4776             | 5.499           |

- Куп Радивоја Кораћа:

| Поз. | Клуб         | Утакмица | Укупна посета | Најбоља посета | Најлошија посета | Просечна посета |
| ---- | ------------ | -------- | ------------- | -------------- | ---------------- | --------------- |
| 1    | Партизан НИС | 3        | 11.500        | 5.000          | 3.000            | 3.833           |

## Стручни штаб
| Име и презиме        | Позиција           |
| -------------------- | ------------------ |
| Желимир Обрадовић    | Шеф стручног штаба |
| Владимир Андроић     | Помоћни тренер     |
| Александар Матовић   | Помоћни тренер     |
| Хосе Марија Искуердо | Помоћни тренер     |
| Богдан Караичић      | Помоћни тренер     |

## Управа
| Име и презиме     | Позиција          |
| ----------------- | ----------------- |
| Остоја Мијаиловић | Председник        |
| Милан Искрин      | Потпредседник     |
| Зоран Савић       | Спортски директор |